# Saint-Didier-en-Velay

Saint-Didier-en-Velay este o comună în departamentul Haute-Loire, Franța. În 2009 avea o populație de 3,313 de locuitori.